# Matériel moteur des chemins de fer japonais
Le principe de désignation du matériel moteur (hors Shinkansen), établi en 1928 et révisé en 1987, utilise deux lettres suivies du numéro de classe du matériel, puis du numéro de série. Ces deux lettres sont d'ailleurs écrites en caractères latins sur les matériels.
- La première lettre indique la motorisation : D pour diesel ou moteur thermique, E pour électrique, H pour hybride.
- La seconde lettre indique, par son rang dans l'alphabet latin, le nombre d'essieux moteurs du matériel (et non les essieux simplement porteurs) : B pour 2 essieux moteurs, C pour 3, etc. Cette désignation ne donne pas d'indication sur la répartition en bogies.

Le numéro de classe était jusqu'à 1987 attribué en fonction de la vitesse maximale du matériel : de 1 à 49 pour une vitesse inférieure à 85 km/h et au-delà de 50 pour une vitesse maximale supérieure à 85 km/h. 
Le numéro de série correspond généralement aux derniers chiffres, la 1re machine de la classe ayant le numéro 1, la 2e le numéro 2, ... , la 100e le 100 et ainsi de suite. Un matériel ayant un numéro de série commençant par un 9 est un prototype en règle générale.

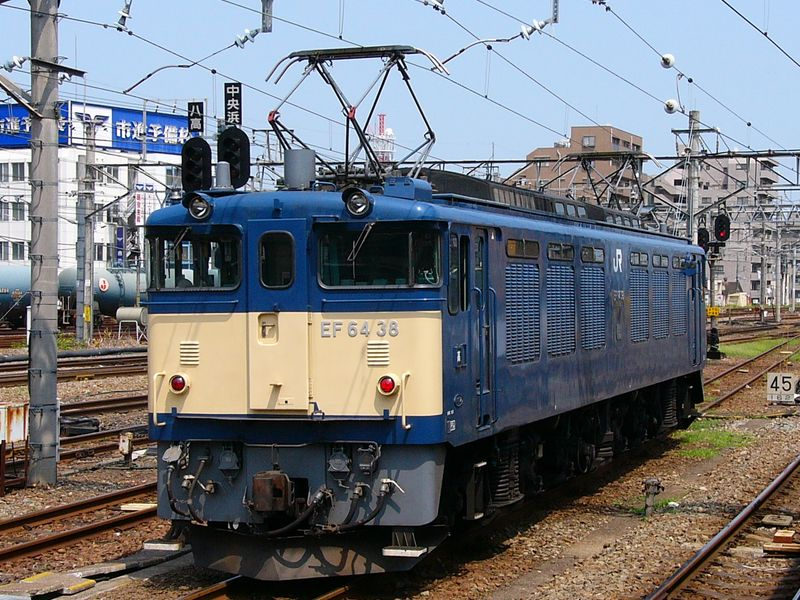
EF6438

## Locomotives à vapeur[1]

### Première catégorie (principe de désignation par chiffres)
Pour le matériel à vapeur de première catégorie, le numéro de classe distingue l'emplacement des réserves d'eau et de combustible et le nombre d'essieux moteurs. Il est formé par les chiffres de la centaine et du millier.
- 00XX–09XX - locomotives-tender à 2 essieux moteurs
- 10XX–39XX - locomotives-tender à 3 essieux moteurs
- 40XX–49XX - locomotives-tender à 4 essieux moteurs
- 50XX–69XX - locomotives avec tender tracté à 2 essieux moteurs
- 70XX–89XX - locomotives avec tender tracté à 3 essieux moteurs
- 90XX–99XX - locomotives avec tender tracté à 4 essieux moteurs

Les chiffres de l'unité, de la dizaine et de la dizaine de milliers correspondent au numéro de série de la locomotive.
- 1re machine de la classe : XX00
- 2e machine de la classe : XX01
- 100e machine de la classe : XX99
- 101e machine de la classe : 1XX00

Exemple :
- 79618 désigne la 719e locomotive à vapeur de la classe 9600. Il s'agit d'une locomotive avec tender tracté.

### Deuxième catégorie (principe de désignation par lettres et chiffres)
Pour les locomotives, il n'y a qu'une seule lettre dans le numéro d'identification. Elle correspond au nombre d'essieux moteurs du matériel.
Pour le matériel à vapeur de deuxième catégorie, le numéro de classe distingue l'emplacement des réserves d'eau et de combustible, ainsi que la répartition des essieux moteurs et porteurs.
- 10–49 - locomotives-tender
- 50–59 - locomotives avec tender tracté (2-8-2 en classification Whyte; 1D1 en classification UIC)
- 60–62 - locomotives avec tender tracté (2-8-4 en classification Whyte; 1D2 en classification UIC)

Exemple :
- D51498 désigne la 498e locomotive à vapeur de la classe D51. Il s'agit d'une locomotive à 4 essieux moteurs avec tender tracté, et dont la disposition des essieux est 2-8-2 en classification Whyte.D51498

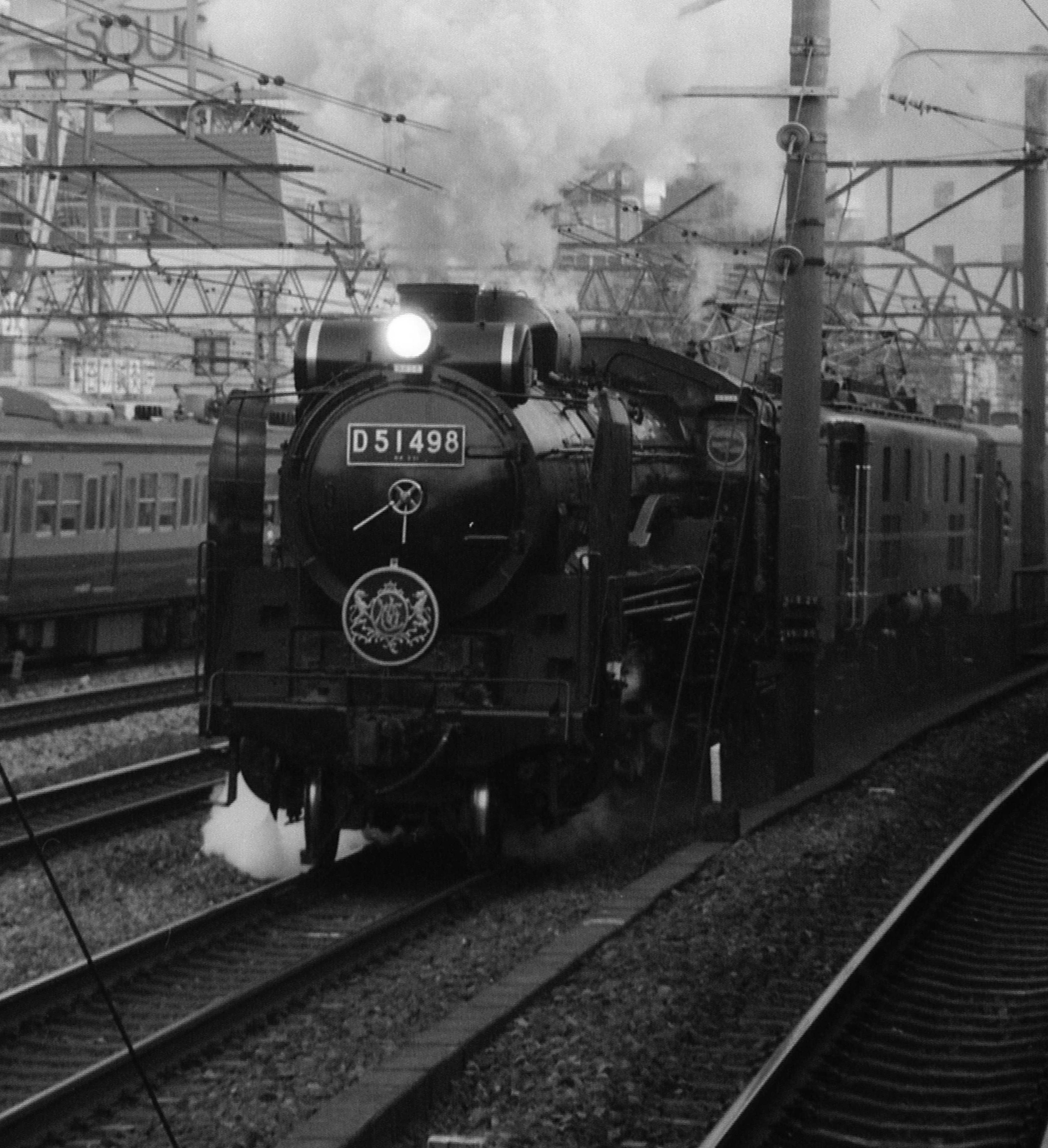
D51498

## Locomotives électriques[1]

### Avant la privatisation de laJNRen 1987
Pour le matériel électrique E de la JNR, le numéro de classe distingue le type de courant utilisé.
- 10–29 - locomotives à courant continu de vmax < 85 km/h
- 30–39 - locomotives universelles de vmax < 85 km/h
- 40–49 - locomotives à courant alternatif de vmax < 85 km/h
- 50–69 - locomotives à courant continu de vmax > 85 km/h
- 70–79 - locomotives à courant alternatif de vmax > 85 km/h
- 80–89 - locomotives universelles de vmax > 85 km/h
- 90–99 - prototypes

Exemple :
- EF5861 désigne la 61e locomotive électrique de la classe EF58. Il s'agit d'une locomotive à courant continu (DC) à 6 essieux moteurs (ils sont répartis sur 2 bogies de trois essieux pour cette classe de locomotive) dont la vitesse maximale est supérieure à 85 km/h.EF5861

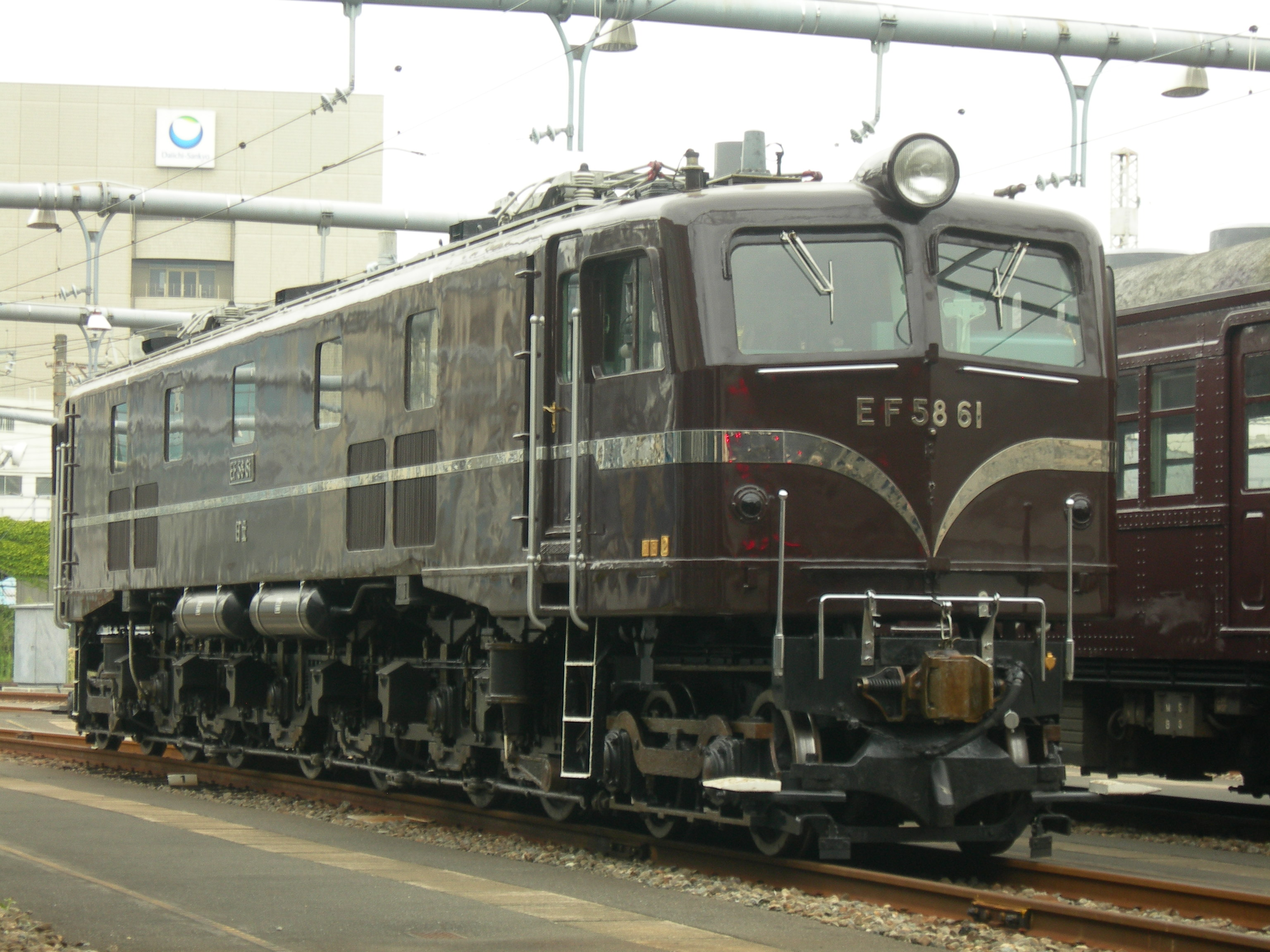
EF5861

### Après la création deJR Freighten 1987
Pour le matériel électrique E de la JR Freight, le numéro de classe distingue le type de locomotive et le type de transmission.
| Type de locomotive | Type de transmission | Numéro de classe |
| ------------------ | -------------------- | ---------------- |
| Courant continu    | Courant continu      | 100–199          |
| Courant continu    | Courant alternatif   | 200–299          |
| Courant continu    | Autre                | 300–399          |
| Universelle        | Courant continu      | 400–499          |
| Universelle        | Courant alternatif   | 500–599          |
| Universelle        | Autre                | 600–699          |
| Courant alternatif | Courant continu      | 700–799          |
| Courant alternatif | Courant alternatif   | 800–899          |
| Courant alternatif | Autre                | 900–999          |
Exemple :
- EH500-901 désigne la 1re locomotive prototype de la classe EH500. Il s'agit d'une locomotive prototype universelle (AC/DC) à 8 essieux moteurs et à transmission à moteurs alternatifs.EH500-901

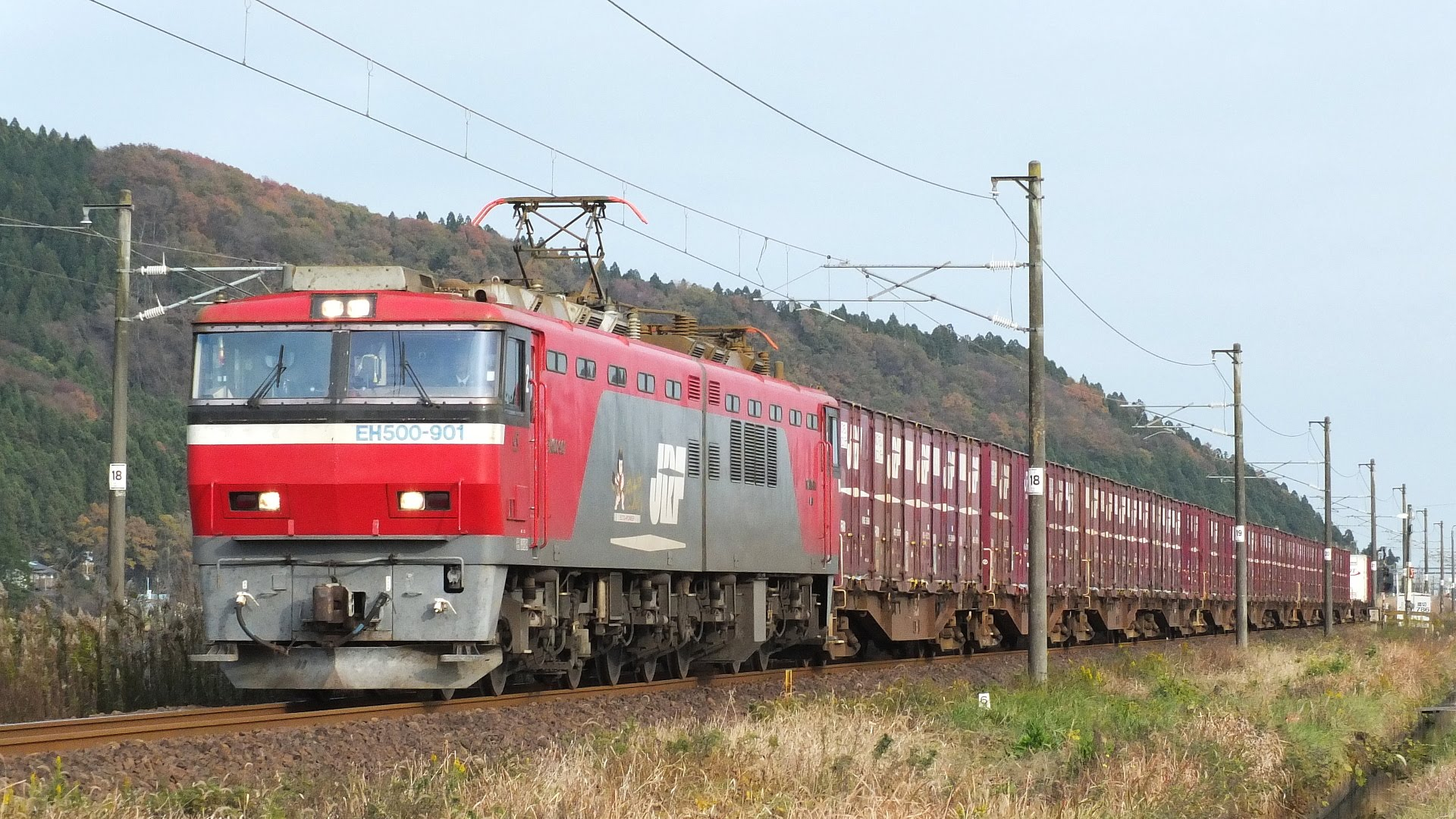
EH500-901

## Locomotives diesel[1]

### Avant la privatisation de laJNRen 1987
Pour le matériel diesel D de la JNR, le numéro de classe distingue la vitesse maximale.
- 10–39 - locomotives de vmax < 85 km/h
- 40–49 - locomotives prototypes de vmax < 85 km/h
- 50–89 - locomotives de vmax > 85 km/h
- 90–99 - locomotives prototypes de vmax > 85 km/h

Exemple :
- DD51-548 désigne la 548e locomotive de la classe DD51. Il s'agit d'une locomotive à 4 essieux moteurs ayant une vitesse maximale supérieure à 85 km/h.DD51-548

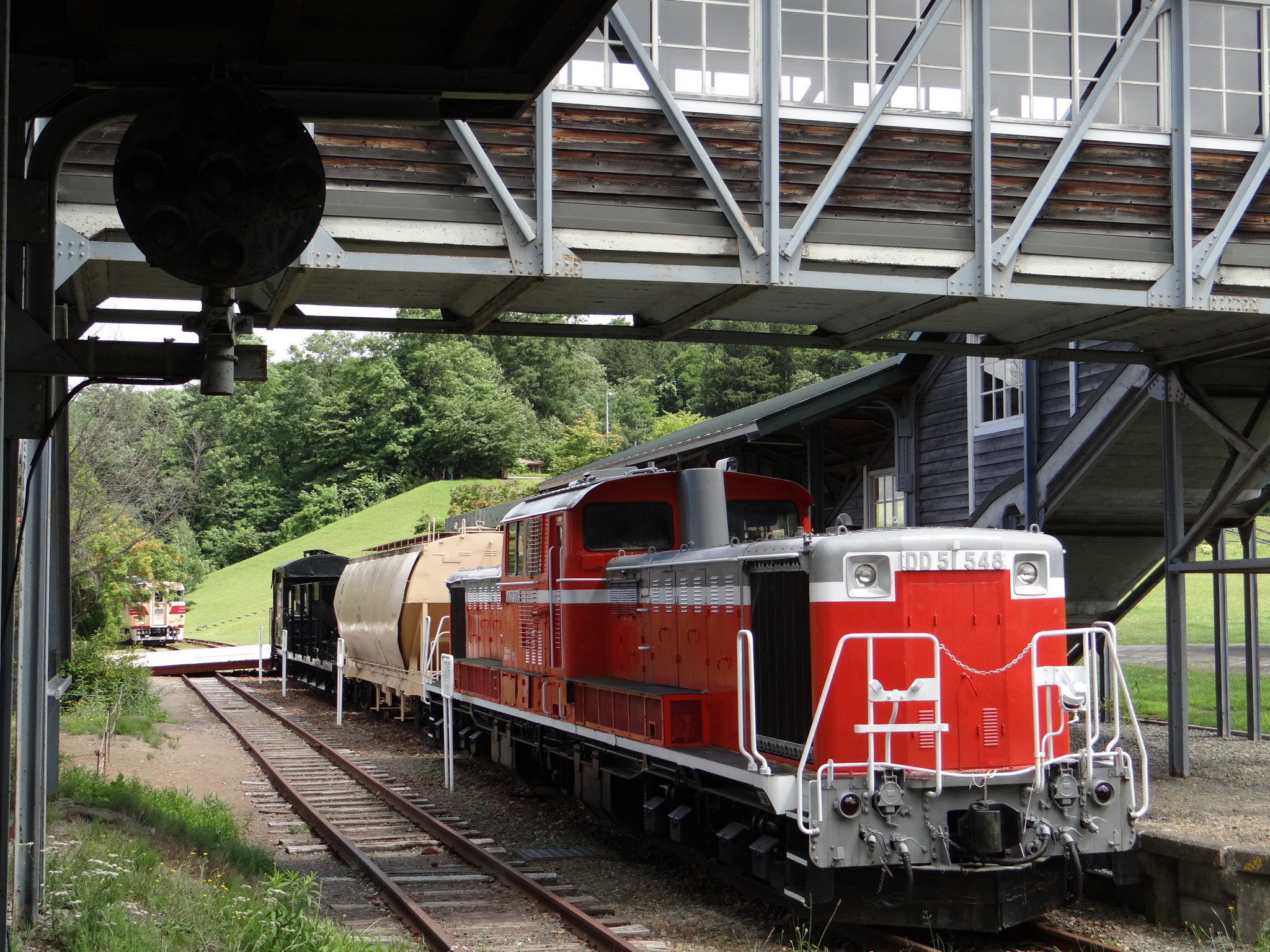
DD51-548

### Après la création deJR Freighten 1987
Pour le matériel diesel D de la JR Freight, le numéro de classe distingue le type de locomotive et le type de transmission.
- 100–199 - locomotives diesel-électriques à transmission à moteurs continus
- 200–299 - locomotives diesel-électriques à transmission à moteurs alternatifs
- 300–399 - autres locomotives diesel-électriques
- 500–799 - locomotives diesel-hydrauliques

Exemple :
- DF200-102 désigne la 102e locomotive diesel-électrique de la classe DF200. Il s'agit d'une locomotive à 6 essieux à moteurs alternatifs.DF200-102

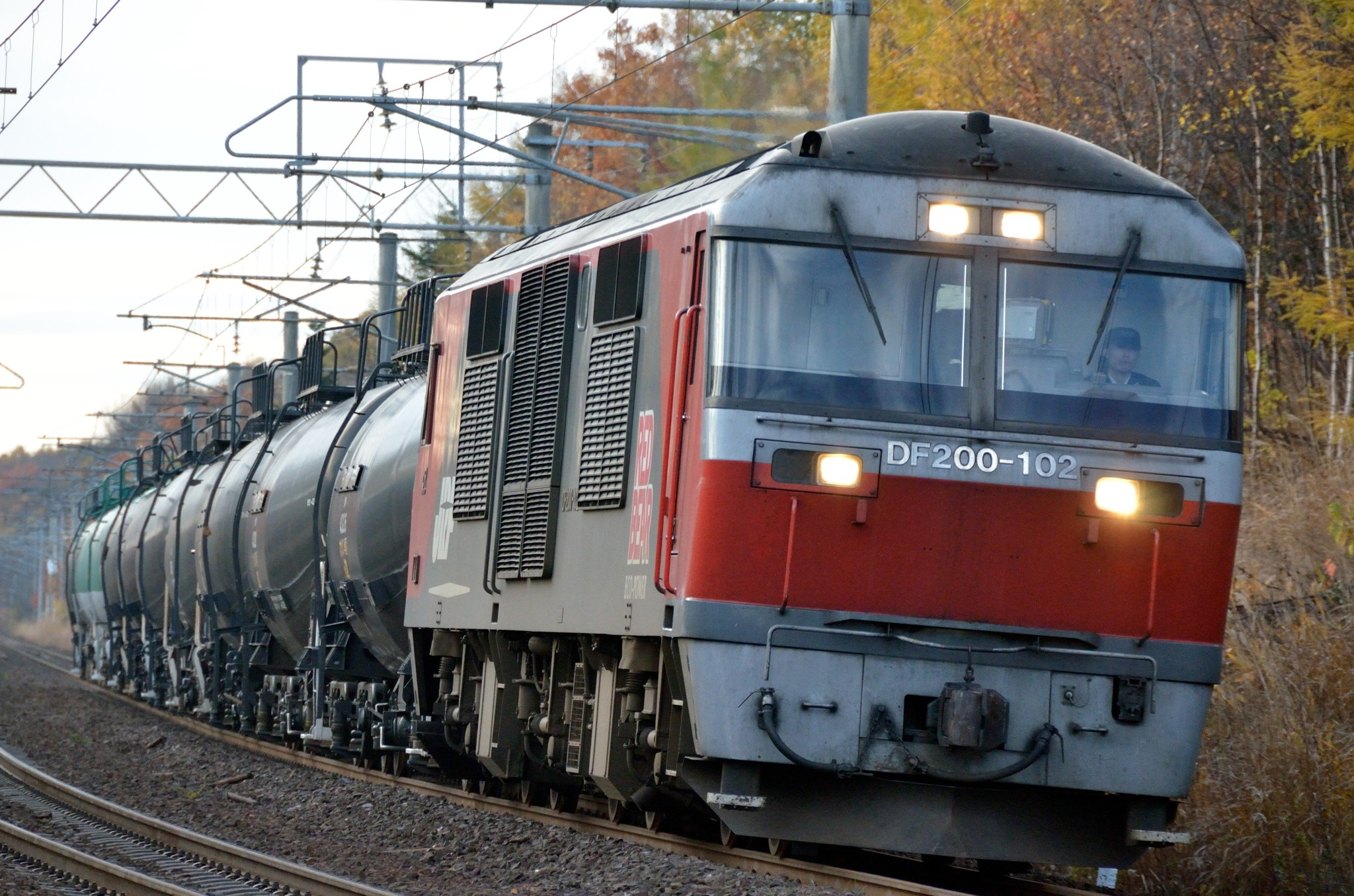
DF200-102

## Locomotives hybrides
Depuis 2010, le parc comporte un certain nombre de locomotives hybrides dédiées aux manœuvres. La première série est nommée HD300.

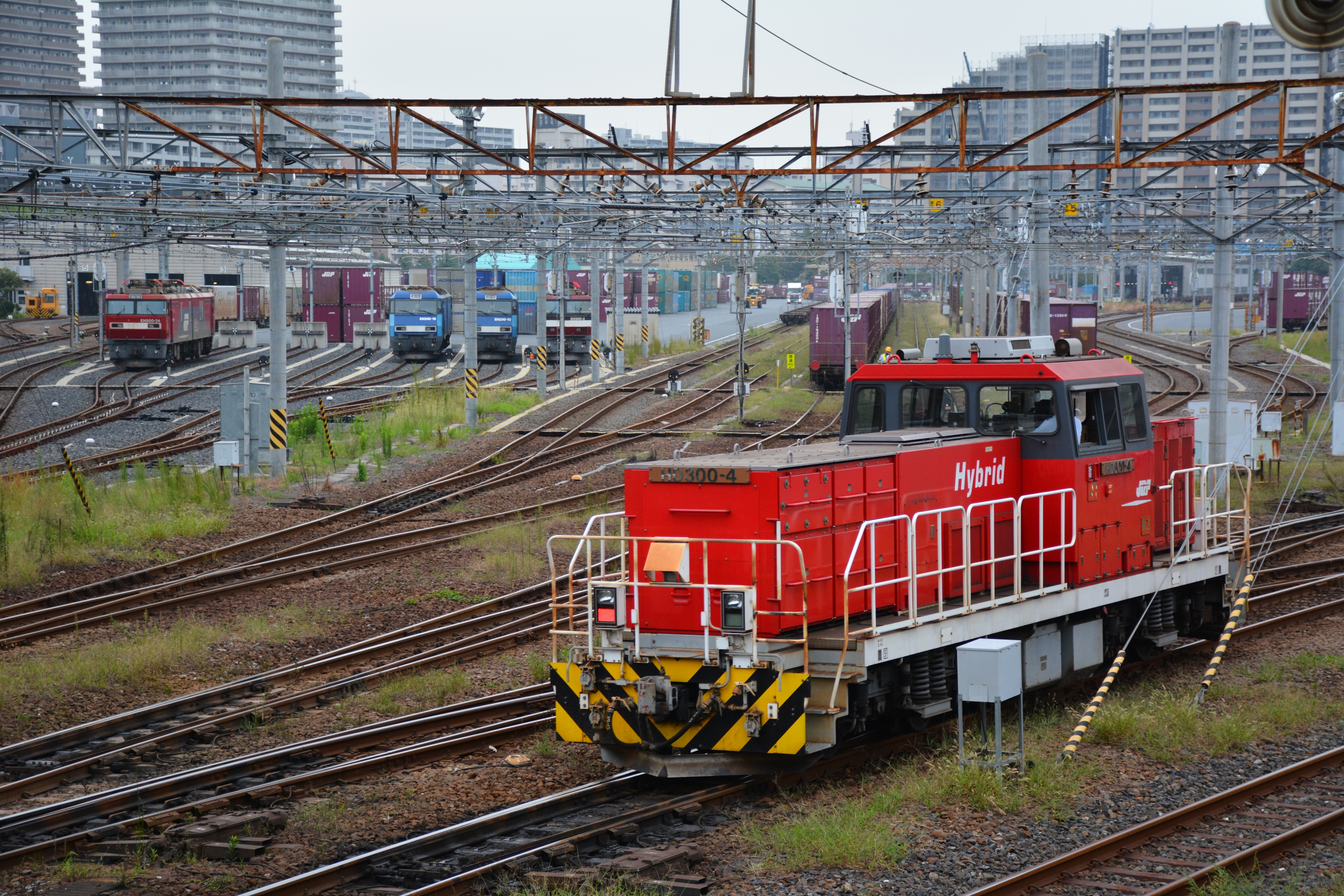
HD300-4

- H pour hybride
- D pour 4 essieux moteurs
- 300 pour diesel-électrique

## Autres matériels
Les rames automotrices, très nombreuses au Japon, suivent une règle de désignation différente. Comme le reste du matériel remorqué, la désignation se fait par deux caractères katakana suivi d'un numéro de type puis du numéro de série dans le type.